# Paracallionymus costatus
Paracallionymus costatus és una espècie de peix de la família dels cal·lionímids i de l'ordre dels perciformes.

## Morfologia
- Els mascles poden assolir 15 cm de longitud total.[4]

## Depredadors
És depredat per Merluccius capensis (a Sud-àfrica), Merluccius paradoxus (Namíbia), Bassanago albescens (Sud-àfrica), Cynoglossus zanzibarensis (Sud-àfrica), Gonorhynchus gonorhynchus (Sud-àfrica), Caelorinchus fasciatus (Sud-àfrica), Malacocephalus laevis (Sud-àfrica), Helicolenus dactylopterus (Sud-àfrica), Pterogymnus laniarius (Sud-àfrica), Chelidonichthys capensis (Sud-àfrica), Chelidonichthys queketti (Sud-àfrica), Bathyraja smithii, Cruriraja parcomaculata, Raja alba, Raja clavata, Raja leopardus, Raja pullopunctata, Raja wallacei, Squalus acanthias i Squalus megalops.

## Hàbitat
És un peix marí i d'aigües profundes que viu entre 55-400 m de fondària.

## Distribució geogràfica
Es troba a Moçambic, Namíbia i Sud-àfrica.

## Observacions
És inofensiu per als humans.